# Что бы в этом кейсе ни было
«Что бы в этом кейсе ни было» (англ. Whatever the Case May Be) — двенадцатая серия первого сезона американского телесериала «Остаться в живых». Центральный персонаж серии — Кейт. Она вспоминала, как с друзьями ограбила банк, и сделала это только ради одной маленькой вещи. Кейт стала вторым, после Джека, героем, у которого 2 центральные серии.

## Сюжет

### Воспоминания
Кейт пришла в банк. Она делала вид, что является посетительницей. Внезапно в банк ворвались трое мужчин в масках и с пистолетами. Они сказали всем лечь на пол. Пока главный нападающий требовал от банкира открыть архив, мужчина-посетитель накинулся на другого грабителя и откинул пистолет Кейт. Та стала целиться в главного грабителя, но не выстрелила, а тот отобрал пистолет и утащил в пустую комнату. Грабитель снял маску, оказывается, это друг Кейт, и они вместе спланировали это ограбление. Они целуются, после чего мужчина бьёт Кейт по лицу и тащит обратно, угрожая пистолетом. В итоге грабителям открыли архив. Бойфренд Кейт вошёл и снял перед банкиром маску. Понятно, что он хочет его убить. Но Кейт этого не хочет, она думала, что будет без жертв. Она выхватила у грабителя второй пистолет, ранила его в ногу и застрелила двух других грабителей. Затем, угрожая банкиру, она требует открыть одну ячейку. В ней она берёт маленькую игрушку-самолётик. В итоге она использовала своего друга, чтобы достать эту игрушку.

### События
Сойер и Кейт гуляют по острову. Они натыкаются на озеро с водопадом и решают искупаться. Но в озере их ждёт неприятная находка — два трупа плавали под водой в самолётных креслах. Сойер взял у одного из них бумажник, Кейт его за это осудила. Затем Сойер нырнул и достал металлический кейс. Кейт странно посмотрела на находку, и Сойер спросил, знает ли она этот кейс, на что та ответила, что нет. В это время расстроенный Чарли сидит на берегу. С ним разговаривает Роуз, пытаясь успокоить, но Чарли всё равно подавлен похищением Клэр. Саид рассматривает карты, которые он украл у Даниэль Руссо, но на них надписи по-французски и ещё какие-то цифры. Кейс, который нашёл Сойер, закрыт на хороший замок. Майкл рекомендует Сойеру не пытаться открыть его отмычками, а разбить его обо что-нибудь. Сойер бьёт кейс об камни и скидывает его с обрыва — но бесполезно. Кроме того, этот кейс хочет украсть Кейт, но Сойер не даёт ей это сделать. Кейт идёт к Джеку и просит его помочь отнять у Сойера кейс. Она говорит, что он принадлежал Эдварду Марсу — полицейскому, сопровождавшему Кейт, и что в нём четыре пистолета и около 100 патронов. Джек заинтригован, он приходит к Сойеру и требует отдать кейс, в противном случае доктор не будет давать аферисту антибиотик, которым тот лечит руку, раненную Саидом. Сойер решил не рисковать и отдал Джеку кейс. Саид обращается к Шеннон за помощью в переводе карт Руссо — ведь Шеннон знает французский. Та неохотно соглашается. Кейт говорит, что ключ от кейса в бумажнике Марса. Джек говорит, что похоронил полицейского, ведь тот умер от его рук. Они раскапывают могилу Марса. Кейт пытается обмануть Джека, забрав ключ тайком, а потом сказав, что его там нет, но Джек был бдителен и взял ключ. Они открыли кейс, там действительно 4 пистолета с патронами и несколько конвертов. Кейт берёт один из них. В нём лежит самолётик из флешбэка Кейт. Она снова всё делала только ради него. Они ссорятся с Джеком.